# Jesy Nelson
Jessica Louise Nelson (ur. 14 czerwca 1991) – angielska piosenkarka i była członkini brytyjskiej grupy Little Mix. Grupa powstała w ósmej serii The X Factor w 2011 roku i jako pierwszy zespół wygrała konkurs. Od debiutu dziewczęcy zespół sprzedał ponad 50 milionów płyt na całym świecie, co plasuje je w pierwszej piątce najlepiej sprzedających się girlsbandów wszech czasów. W 2019 roku Nelson zaprezentowała swój film dokumentalny powstały we współpracy z BBC Three, w którym opowiedziała o swoich doświadczeniach z obrazem ciała i zastraszaniem w Internecie, zatytułowany Jesy Nelson: Odd One Out, który zdobył nagrodę Factual Entertainment Award na 25. National Television Awards. 14 grudnia 2020 roku zdecydowała się opuścić grupę z powodów związanych ze zdrowiem psychicznym. Od 2021 roku artystka solowa.
Wczesne życie
Jessica Louise Nelson urodziła się 14 czerwca 1991 r. Wychowała się w Romford, we wschodnim Londynie. Jej rodzicami są John Nelson, biznesmen i Janice White, funkcjonariuszka policji ds. społeczności. Jej rodzice rozstali się, gdy miała pięć lat. Jest drugą najmłodszą z czworga dzieci. Ma starszą siostrę Jade, starszego brata Jonathana i młodszego brata Josepha.
Nelson uczęszczała do Jo Richardson Community School i Abbs Cross Academy and Arts College w Hornchurch w Londynie. Uczęszczała również do szkół teatralnych Sylvii Young i Yvonne Rhodes. Jedną z jej koleżanek ze szkoły była Rita Ora. Przed przesłuchaniem do The X Factor Nelson pracowała jako barmanka w Dagenham. W 2020 roku Nelson powiedziała, że jako dziecko miała małe role jako statystka w Był sobie chłopiec (2002) i Harry Potter i Czara Ognia (2005).

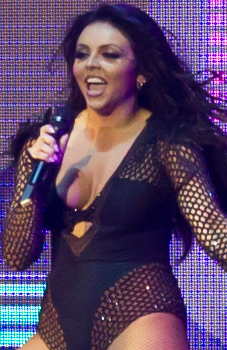
Jesy Nelson na koncercie Get Weird (2016)

## Kariera

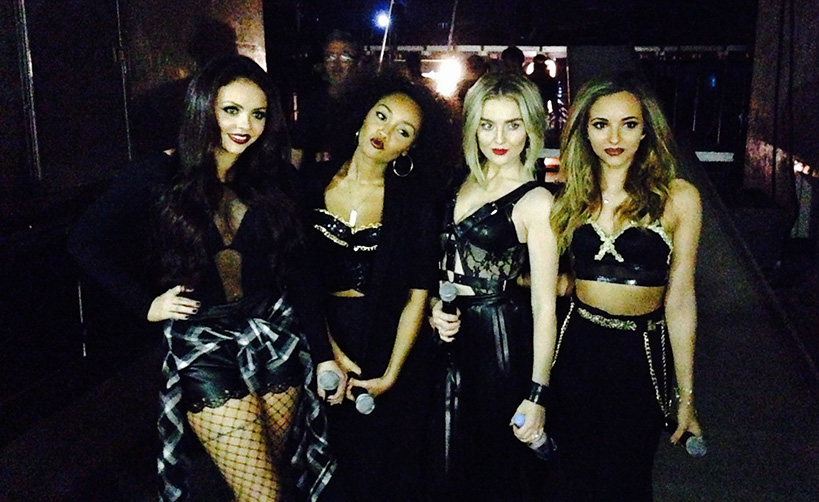
Little Mix Salute 2014 (Jesy Nelson pierwsza od lewej)

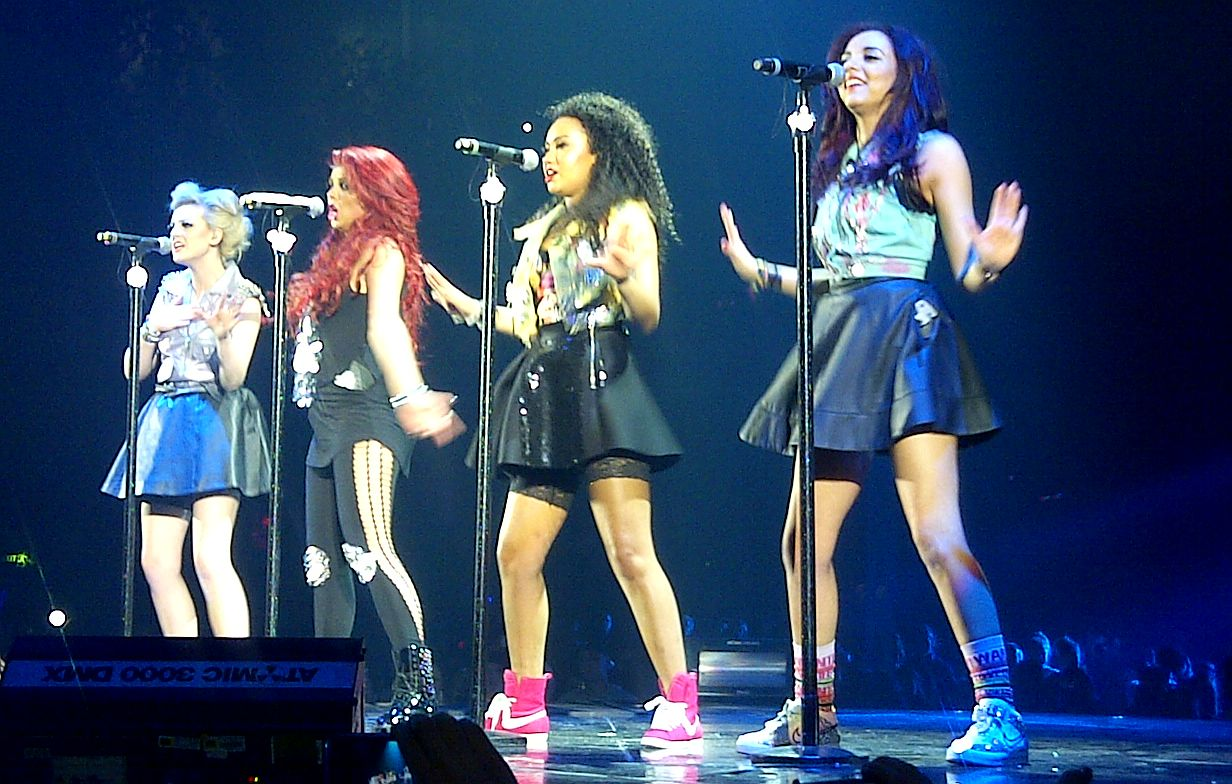
Little Mix (początkowo jako Rhythmix)

Jej utworem z pierwszego przesłuchania był „Bust Your Windows” Jazmine Sullivan. Odkąd dołączyła do Little Mix, zmagała się z cyberprzemocą i walczyła z nią podczas swojego udziału w The X Factor. Nelson i Perrie Edwards zostały umieszczone w grupie o nazwie „Faux Pas”, a Jade Thirlwall i Leigh-Anne Pinnock w zespole o nazwie „Orion”. Jednak obu grupom nie udało się zrobić postępów. Później podjęto decyzję o sprowadzeniu czwórki wokalistek z powrotem i utworzeniu z nich czteroosobowej grupy Rhythmix, która miała kontynuować swoją przygodę w programie wchodząc w etap domów sędziowskich. W końcu dotarły do momentu show na żywo pod opieką Tulisy Contostavlos. 28 października 2011 roku ogłoszono, że grupa będzie miała nową nazwę Little Mix. 11 grudnia 2011 r. ogłoszono Little Mix zwyciężczyniami oraz pierwszą grupą, która wygrała program. Nelson wydała z grupą sześć albumów: DNA (2012), Salute (2013), Get Weird (2015), Glory Days (2016), LM5 (2018) i Confetti (2020). W grudniu 2020 roku ogłosiła odejście z grupy z powodu przedłużających się problemów ze zdrowiem psychicznym. Powiedziała: „Uważam, że ciągła presja bycia w zespole i spełniania oczekiwań jest bardzo trudna”.

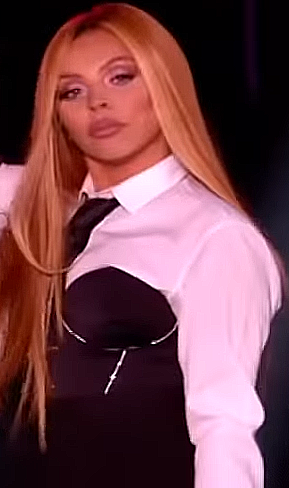
Jesy Nelson na MTV EMAs w 2018

## Życie prywatne
Nelson powiedziała, że prześladowanie w szkole mogło przyczynić się do tego, że jako nastolatka cierpiała na łysienie wywołane stresem. W swoim dokumencie BBC Odd One Out, Nelson głośno opowiadała o swojej walce z wizerunkiem ciała. Powiedziała, że stosowała głodówkę przed występami telewizyjnymi lub nagraniami wideo, a później objadała się. Powiedziała, że nadużycia ze strony internetowych trolli na Twitterze doprowadziły ją do próby samobójczej w 2013 roku, stwierdzając: „Czułam, że fizycznie nie mogę już dłużej tolerować bólu”.
Nelson była w 10-miesięcznym związku z członkiem Diversity Jordanem Banjo, który zakończył się w 2013 roku. W 2014 roku Nelson zaczęła spotykać się z wokalistą Rixton, Jakiem Rochem. Para zaręczyła się 19 lipca 2015 r., ale później rozstała się w listopadzie 2016 roku. W 2017 r. była w krótkim związku z Chrisem Clarkiem, a następnie 16-miesięcznym związku z muzykiem Harrym Jamesem, który zakończył się w listopadzie 2018 roku. W styczniu 2019 r. Nelson rozpoczęła spotykać się z uczestnikiem Love Island, Chrisem Hughesem. W rocznicę ich związku w styczniu 2020 roku powiedziała: „Mogę szczerze powiedzieć, że nigdy w życiu nie byłam bardziej zakochana i szczęśliwa”. W kwietniu 2020 roku Nelson i Hughes zerwali z powodów osobistych. Cztery miesiące później ogłosiła, że jest w związku z aktorem Seanem Sagarem.
Nelson ma 15 tatuaży, w tym cytat na prawym ramieniu: „Muzyka jest najsilniejszą formą magii”. Jej szacowany majątek w 2020 roku wyniósł 5,8 miliona funtów.
W listopadzie 2020 roku publicysta Little Mix stwierdził, że Nelson zrobi dłuższą przerwę od popowej grupy z „prywatnych powodów medycznych”. 14 grudnia 2020 r. Nelson ogłosiła odejście z Little Mix z powodu problemów ze zdrowiem psychicznym.
W październiku 2021 roku zadebiutowała solowym singlem ,,Boyz" z gościnnym udziałem trynidacko-amerykańskiej raperki, piosenkarki, autorki tekstów piosenek, modelki i aktorki Nicki Minaj, w kwietniu 2023 roku wydała swój drugi utwór ,,Bad Thing", a w sierpniu 2024 roku została wydana piosenka ,,Mine" w duecie z Zionem Fosterem.
W  styczniu 2022 roku Jesy Nelson zaczęła się spotykać z raperem Zionem Fosterem. Ich związek trwał do sierpnia 2023 roku, rozstali się tuż przed premierą ich wspólnej piosenki ,,Mine". Para zeszła się z powrotem w listopadzie 2024 roku.15 maja 2025 roku na świat przyszły ich córki bliźniaczki, Ocean Jade Nelson - Foster i Story Monroe Nelson - Foster. Urodziły się jako wcześniaki w 31 tygodniu i 5 dniu ciąży. Ciąża Jesy była zagrożona, ponieważ miała zdiagnozowane TTTS ( Twin-to-Twin Transfusion Syndrome), czyli Zespół przetoczenia krwi między płodami. W związku z tym artystka musiała przejść pilną operację, aby zwiększyć szanse na przeżycie obojga dzieci. Zabieg zakończył się sukcesem, a para spędziła kolejne tygodnie w szpitalu, by monitorować stan zdrowia bliźniąt. Nelson regularnie dzieliła się aktualizacjami ze swoimi obserwatorami, dokumentując zarówno trudne chwile, jak i przebłyski nadziei. Jak podaje serwis The Mirror, poród został wywołany, gdy lekarze uznali, że bliźniaczki są już wystarczająco duże i silne. 

## Dyskografia

### Singles
| Title                          | Rok  | Pozycja na liście | Pozycja na liście | Pozycja na liście | Pozycja na liście | Pozycja na liście | Album |
| Title                          | Rok  | UK                | IRE               | NZ Hot            | US Bub.           | WW                | Album |
| ------------------------------ | ---- | ----------------- | ----------------- | ----------------- | ----------------- | ----------------- | ----- |
| "Boyz" (featuring Nicki Minaj) | 2021 | 4                 | 16                | 4                 | 13                | 86                | –     |

### Udział w pisaniu piosenek
| Tytuł                         | Artysta                        | Rok  | Album      | Uwagi        |
| ----------------------------- | ------------------------------ | ---- | ---------- | ------------ |
| „Change Your Life”            | Little Mix                     | 2012 | DNA        | Współautorka |
| „DNA”                         | Little Mix                     | 2012 | DNA        | Współautorka |
| „Wings”                       | Little Mix                     | 2012 | DNA        | Współautorka |
| „How Ya Doin’?”               | Little Mix                     | 2012 | DNA        | Współautorka |
| "Little Me”                   | Little Mix                     | 2013 | Salute     | Współautorka |
| „Move”                        | Little Mix                     | 2013 | Salute     | Współautorka |
| „Salute”                      | Little Mix                     | 2013 | Salute     | Współautorka |
| „Pretty Girls”                | Britney Spears and Iggy Azalea | 2015 |            | Współautorka |
| „Shout Out to My Ex”          | Little Mix                     | 2016 | Glory Days | Współautorka |
| „Strip” (gościnnie Sharaya J) | Little Mix                     | 2018 | LM5        | Współautorka |

## Filmografia
| Year | Title                      | Role               | Notes                |
| ---- | -------------------------- | ------------------ | -------------------- |
| 2002 | Był sobie chłopiec         | Studentka na apelu | Mała rola            |
| 2005 | Harry Potter i Czara Ognia | Tancerka balowa    | Mała rola            |
| 2011 | The X Factor               | Uczestniczka       | Zwyciężczyni         |
| 2019 | Eat in with Little Mix     | Ona sama           | Seria internetowa    |
| 2019 | Jesy Nelson: Odd One Out   | Ona sama           | Dokument             |
| 2020 | The Voice UK               | Ona sama           | Mentor gościnny      |
| 2020 | Little Mix The Search      | Sędzia             | Muzyczny talent show |
| 2020 | How To Be Anne-Marie       | Ona sama           | Dokument             |
| 2020 | LM5: The Tour Film         | Ona sama           | Film z trasy         |

## Nagrody i nominacje
| Rok  | Nagrody                    | Kategoria                   | Nominacja   | Rezultat  |
| ---- | -------------------------- | --------------------------- | ----------- | --------- |
| 2019 | CelebMix Awards            | Największa inspiracja       | Ona sama    | Nominacja |
| 2019 | I Talk Telly Awards        | Najlepszy dokument          | Odd One Out | Wygrana   |
| 2019 | OnSide Awards              | Złota nagroda               | Odd One Out | Wygrana   |
| 2020 | National Television Awards | Rzeczowa rozrywka           | Odd One Out | Wygrana   |
| 2020 | Visionary Honours Awards   | Dokument roku               | Odd One Out | Wygrana   |
| 2020 | PLT Awards                 | Inspirujący influencer roku | Ona sama    | Wygrana   |
| 2020 | CelebMix Awards            | Największa inspiracja       | Ona sama    | Nominacja |